# Oliveira (Arcos de Valdevez)
Oliveira ist eine Gemeinde (Freguesia) im nordportugiesischen Kreis Arcos de Valdevez. In ihr leben 327 Einwohner (Stand 19. April 2021).